# Sarah Clarke
Sarah Clarke (født 16. februar 1972) er en prisbelønnet amerikansk skuespiller, bedst kendt som Nina Myers i den Emmyvindende-serie 24 timer og sin rolle som Erin McGuire i TNTs dramaserie Trust me.

## Tidligere liv
Sarah Clarke blev født i St. Louis i staten Missouri. Hendes mor var hjemmegående og hendes far var ingeniør. Før hun blev skuespiller hed hun Sarah Lively.
Hun kom ind på Indiana University, hvor hun studerede skønne kunster og Italiensk. På Indiana University blev hun medlem af Kappa Alpha Theta. Hun kom ind på Beta i 1990. 
Sarah blev først interesseret i skuespil da hun tog sit sidste år i Bologna, Italien. Efter at Sarah kom hjem til USA, hun begyndte at tag timer i Arkitektonisk fotografering. Hun fik skuespiltimer og betalte med at tage nogle billeder af kulturelt kunst. Hun fik smag for det og fik timer på Circle in the Square Theatre School, Axix Theatre Company og The Willow Cabin Theatre Company.

## Karriere
I 1999 startede sin karriere med den prisbelønnede reklame for Volkswagen. Kort efter medvirkede hun i kortfilmen Pas de deux fra 2000. 
I 2001 fik hun rollen som CTU agenten Nina Myers i 24 timer. Hun blev castet på filmedagen. De havde ikke tid til at få Nina Myers garderobe til at passe hende, så hun brugte sit eget tøj. Efter de først 3 sæsoner, i 36 afsnit fik hun Golden Satellite Award for Bedste understøttende skuespillerinde i Dramaserier for denne rolle. Hun lagde stemme til Nina Myers i 24: The Game.
I (2008 USA) 2009 spillede Sarah med i Twilight som Renée Dwyer. Twilight er baseret på Stephenie Meyer bog. Sarah forventes at komme tilbage i den tredje film Eclipse, hvor hun har mere end en scene.

## Privatliv
Sarah Clarke mødte sin mand Xander Berkeley på 24 timer optagelserne (han spillede hendes chef George Mason) og de blev gift i september 2002. De fik datteren Olwyn Harper Berkeley den 23. september 2006.

## Filmografi
- The Accident (2001) – Reeny
- Emmett's Mark (2002) – Sarah
- Thirteen (2003) – Birdie
- Below the Belt (2004) – Talsmand for firmaet
- Happy Endings (2005) – Diane
- The Lather Effect (2006) – Claire
- Twilight (2008) – Renée Dwyer
- Bedrooms (2009) – Janet
- Level Seven (2009) – Alex

### Tv-serier
- Sex and the City, afsnit 32 (2000) – Melinda Peters
- Ed, afsnit 18 (2001) – Kara Parsons
- Karen Sisco, afsnit 3 (2003) – Barbara Simmons
- 24 timer, afsnit 1-24, 29-34, 57-62 (2001-2004) – Nina Myers
- House M.D., afsnit 14 (2005) – Carly Forlano
- E-Ring, afsnit 0 (2005) – Jims kone
- Las Vegas, 53-54 (2005) – Olivia Duchey
- Commander in Chief, afsnit 18 (2006) – Christine Chambers
- Life, afsnit 7 (2007) – Mary Ann Farmer
- Wainy Days, afsnit 22 (2008) – Rebecca
- The Cleaner, afsnit 6 (2008) – Lauren Keenan
- Trust Me (2009) – Erin McGuire